# Kokošovce
Kokošovce (em húngaro: Delnekakasfalva) é um município da Eslováquia, situado no distrito de Prešov, na região de Prešov. Tem 11,31 km² de área e sua população em 2018 foi estimada em 896 habitantes.

## Demografia
| Ano:        | 1994 | 2004    | 2014    | 2024    |
| ----------- | ---- | ------- | ------- | ------- |
| Broj ljudi: | 611  | 674     | 785     | 937     |
| Razlika:    |      | +10,31% | +16,46% | +19,36% |

| Ano:               | 2023 | 2024   |
| ------------------ | ---- | ------ |
| Número de pessoas: | 941  | 937    |
| Diferença:         |      | -0,42% |